# Герб Жидачівського району
Герб Жида́чівського райо́ну — офіційний символ Жидачівського району Львівської області, затверджений рішенням № 104 від 8 травня 2003 р. Жидачівської районної ради IV скликання на VII (позачерговій) сесії.
Автор проєкту — А. Гречило.

## Опис
Герб: у синьому полі три крокуючі золоті леви з червоними язиками, один над другим.
Великий герб: щит з гербом району підтримують з обох боків двоє золотих левів з повернутими назад головами з червоними язиками; щит увінчано золотою територіальною короною, під щитом — синя стрічка з золотим написом «Жидачівський район».

## Значення символіки
У великому гербі два леви-щитотримачі засвідчують належність району до Львівської області. Щит герба може увінчувати стилізована золота геральдична територіальна корона, що вказує на належність знака саме району та характеризує його рослинність (зубці корони вирішені у формі листків дуба та липи) — такі корони вже затверджені в гербах низкою районних рад як елементи єдиної геральдичної системи. Таким чином, символи району відображають природні особливості, історичну і сучасну символіку краю, вказують на його адміністративний статус. 

## Історія
Жидачівський повіт Львівської землі Руського воєводства отримав право використовувати власний символ — у синьому полі три золоті леви: один над одним — за ухвалою сейму 1676 р. Сюжет символа Львівської землі відомий ще з часів Галицько-Волинського князівства — золотий лев, що спинається у синьому полі на скелю. Повітовий знак функціонував до І поділу Речі Посполитої. 
У міжвоєнний період XX ст. намагання використати давній символ Жидачівщини у територіальних гербах завершилися на стадії проєктів, до практичної реалізації їх доведено не було. 
Протягом «радянського» періоду давній територіальний знак згадували в різних публікаціях, постійно помилково трактуючи його як герб Жидачева. 
Лише у березні 2003 р. Жидачівська районна рада звернулася до центрального відділення Українського геральдичного товариства з проханням підготувати проєкти герба та прапора району. Запропоновані проєкти було розроблено на основі загальних рекомендацій сучасного місцевого герботворення і запропоновано на розгляд ради.